# Ilomska
Ilomska je okoli 20 km dolga reka v Bosni in Hercegovini, desni pritok reke Ugar. Izvira na gori Vlašić, na nadmorski višini 1550 metrov. Pod vasjo Vitovlje se izliva v Ugar, ki je desni pritok Vrbasa.